# Суд
Суд (на арабски: سد), известно и като Бахър ал Джабал, Ас Суд или Ал Суд, е обширно блато в Южен Судан, формирано от разлива на Бели Нил.

## Етимология
Думата „суд“ идва от арабското „сад“ (на арабски: سد), в превод „препятствие", „бариера". Като термин се използва и за обозначаване на голям плаващ остров от растителност.

## Описание
Суд е едно от най-големите по площ блата в света и най-голямото сладководно блато в басейна на река Нил. Блатистата област се смята за най-плодородния район в Южен Судан. Блатистата зона е обитавана от над 400 вида птици и 100 вида бозайници. На територията на блатото виреят огромен брой растения, сред които папирус, тръстика и зюмбюл. Блатистата област се простира на дължина от 500 км от север на юг и на 200 км ширина от изток на запад. Средното количество на валежите е 700 – 1000 мм, като в южните части пада по-голямо количество валежи от тези в северната част. Дъждовният сезон трае от април до септември. През 1992 година измереният обем на водите е 50324 млрд. м3 годишно. Тъй като денивелацията на Бели Нил в този участък е много малка, реката тече изключително бавно, поради което почти 55% от цялата вода се изпарява.